# Троицкая церковь (Ухта)
Троицкая церковь — православный храм в деревне У́хта (Песок) Каргопольского района, Архангельской области.
Храм выстроен как летняя церковь прихода в 1797 года, с декором в духе барокко.
Здание представляет собой бесстолпный, двухсветный, пятиглавый четверик, к которому с востока примыкает трехчастная апсида, а с запада — двухстолпная трапезная и притвор. Четверик, алтарная часть, трапезная и притвор каждый имеет свое индивидуальное перекрытие. Восточная стена четверика покоится на двух мощных столбах, между столбами и от столбов на стены перекинуты арки. Сам четверик перекрыт крестовым сводом. По его углам ранее стояли 4 декоративные главки. Центральная глава установлена на деревянном четверике с четырехскатной тесовой кровлей.
Трехапсидный алтарь состоит из двух частей: прямоугольной, которая делится арками, перекинутыми со столбов на стены алтаря на 3 помещения, каждое из которых перекрыто своим полуциркульным сводом. Округленные части алтаря завершены полукуполами. Трапезная имеет в центре 2 столба и перекрыта системой сомкнутых сводов. Притвор перекрыт полуциркульным сводом.
Закрыта в 1930-х годах, после чего здание использовалась под МТС до 1980-х годов. В 1970 году был поставлен вопрос о взятии памятника под государственную охрану. С 2012 ведутся консервационные работы.